# Liste des sites Ramsar à Chypre
Cet article recense les zones humides de Chypre concernées par la convention de Ramsar.

## Statistiques
La convention de Ramsar est entrée en vigueur à Chypre le 11 novembre 2001. En janvier 2020, le pays compte un site Ramsar, couvrant une superficie de 11,07 km2 (soit 0,1% du territoire chypriote).

## Liste
| Site                     | Commune  | Notes | Date            | Superficie (km²) | Altitude (m) | Identifiant Ramsar | Identifiant WDPA | Coordonnées                       | Photo |
| ------------------------ | -------- | ----- | --------------- | ---------------- | ------------ | ------------------ | ---------------- | --------------------------------- | ----- |
| Lac salé de Larnaca (en) | District |       | 11 juillet 2001 | 11,07            | 1 - 10       | 1081               | 3380             | 34° 53′ 38″ nord, 33° 36′ 43″ est |       |